# متیو بتز
ماتیو بتز (انگلیسی: Matthew Betz؛ ۱۳ سپتامبر ۱۸۸۱ – ۲۶ ژانویهٔ ۱۹۳۸) هنرپیشه اهل ایالات متحده آمریکا بود. از فیلم‌های او می‌توان به تارزان بی‌باک اشاره کرد.